# هيرجيه

الفنان البلجيكى هيرجيه

جورج بروسبير ريمى (23 مايو 1907 - 3 مارس 1983) رسام كاريكتور وفنان بلجيكي، اشتهر باسم هيرجيه كما اشتهر بقصص «مغامرات تان تان» والتي بدأ كتابتها في 10 يناير/كانون الثاني 1929 وذلك كحلقات مسلسلة في ملحق صحيفة (القرن العشرين [الفرنسية]) المخصص للأطفال وحتى وفاته في 3 مارس/آذار 1983 بعد معاناة طويلة مع المرض حيث لم يكمل المغامرة الرابعة والعشرين «تان تان وفن الحروف» (Tintin & (the Alpha Art ، والتي صدرت بعد وفاته عام 1986.
ولأعماله تأثير قوي علي فن الكاريكتور (الفن التاسع) حتى الآن وخاصة في أوروبا.
و لقد تميزت أعماله بإظهار المدرسة الفنية الواقعية ولعل أهم ما يميز هذه المدرسة هو الغرافيك المنمق والقصة الممتعة إضافة إلى الحبكة القصصية لتلك المؤلفات وتجاوزها الفجوة بين الأجيال لقدرتها على التخاطب مع أعمار مختلفة. كما أن الدقة التصويرية لهيرجيه واعتناءه بكل تفصيل كموديلات السيارات والطائرات بما يتفق مع تلك الفترة مضيفًا بعداً واقعيا للقصة، إضافة إلى المزج السليم بين الخيال العلمي والواقع الذي يتضح في تان تان ووجهة القمر (1950–1953) وتان تان واستكشافات القمر (1950–1954) حيث تمت مراعاة التفاصيل العلمية وجاء هبوط تان تان وأصدقاؤه على سطحه قبل أرمسترونغ بخمسة عشر عاما. كما أن أحد ميزات المدرسة الفنية البلجيكية الواقعية هوأسلوب الخط الواضح التي تختلف عن المدرسة الأمريكية بأبطالها الخارقين مارفل كومكس ودي سي كومكس وDiseny وحيواناتها الناطقة.

## روابط خارجية
- هيرجيه على موقع IMDb (الإنجليزية)
- هيرجيه على موقع الموسوعة البريطانية (الإنجليزية)
- هيرجيه على موقع ألو سيني (الفرنسية)
- هيرجيه على موقع ميوزك برينز (الإنجليزية)
- هيرجيه على موقع إن إن دي بي (الإنجليزية)
- هيرجيه على موقع ديسكوغز (الإنجليزية)
- هيرجيه على موقع قاعدة بيانات الفيلم (الإنجليزية)
- هيرجيه على موقع كينوبويسك (الروسية)